# Doris Uhlich

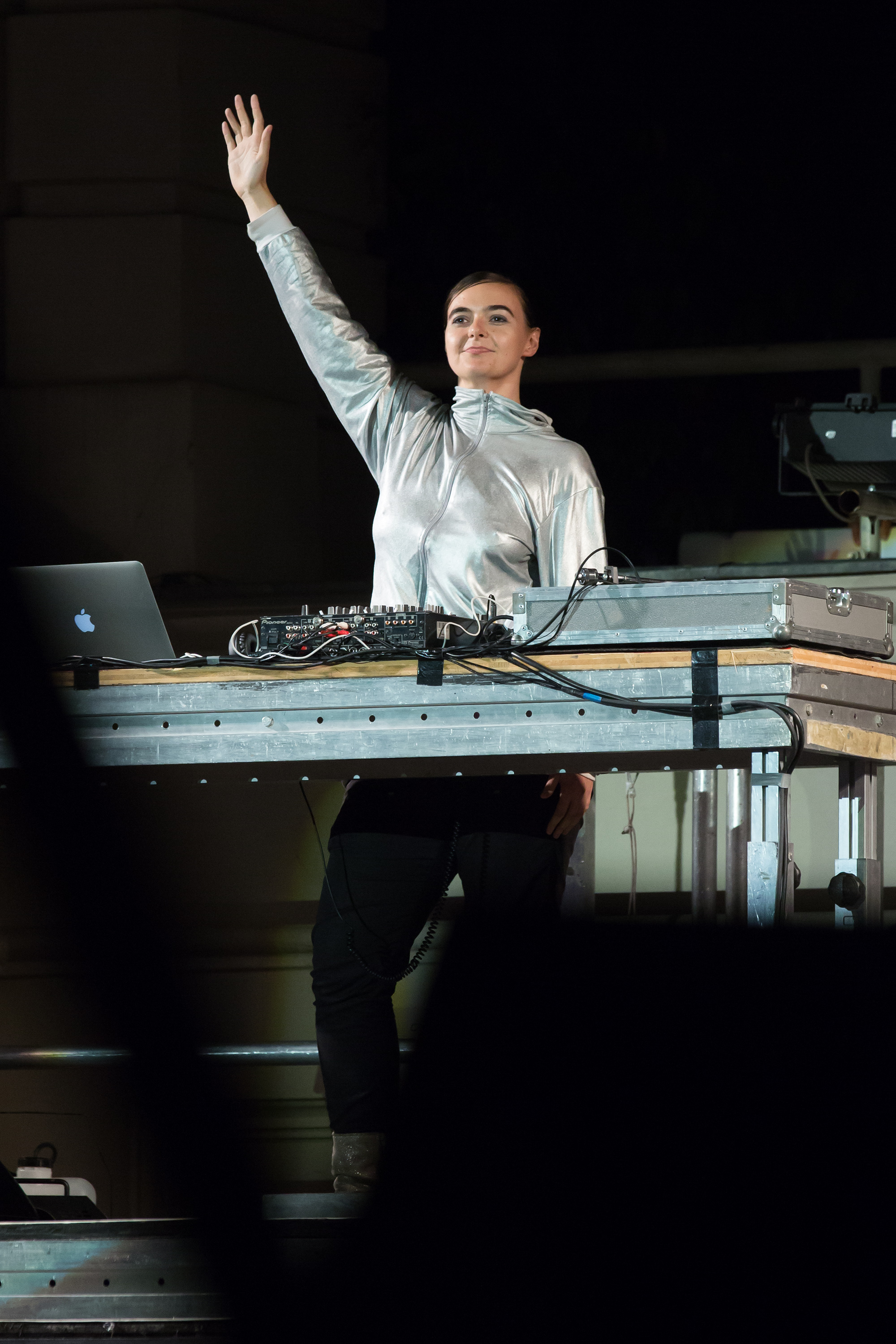
Doris Uhlich vid ImPulsTanz 2015.

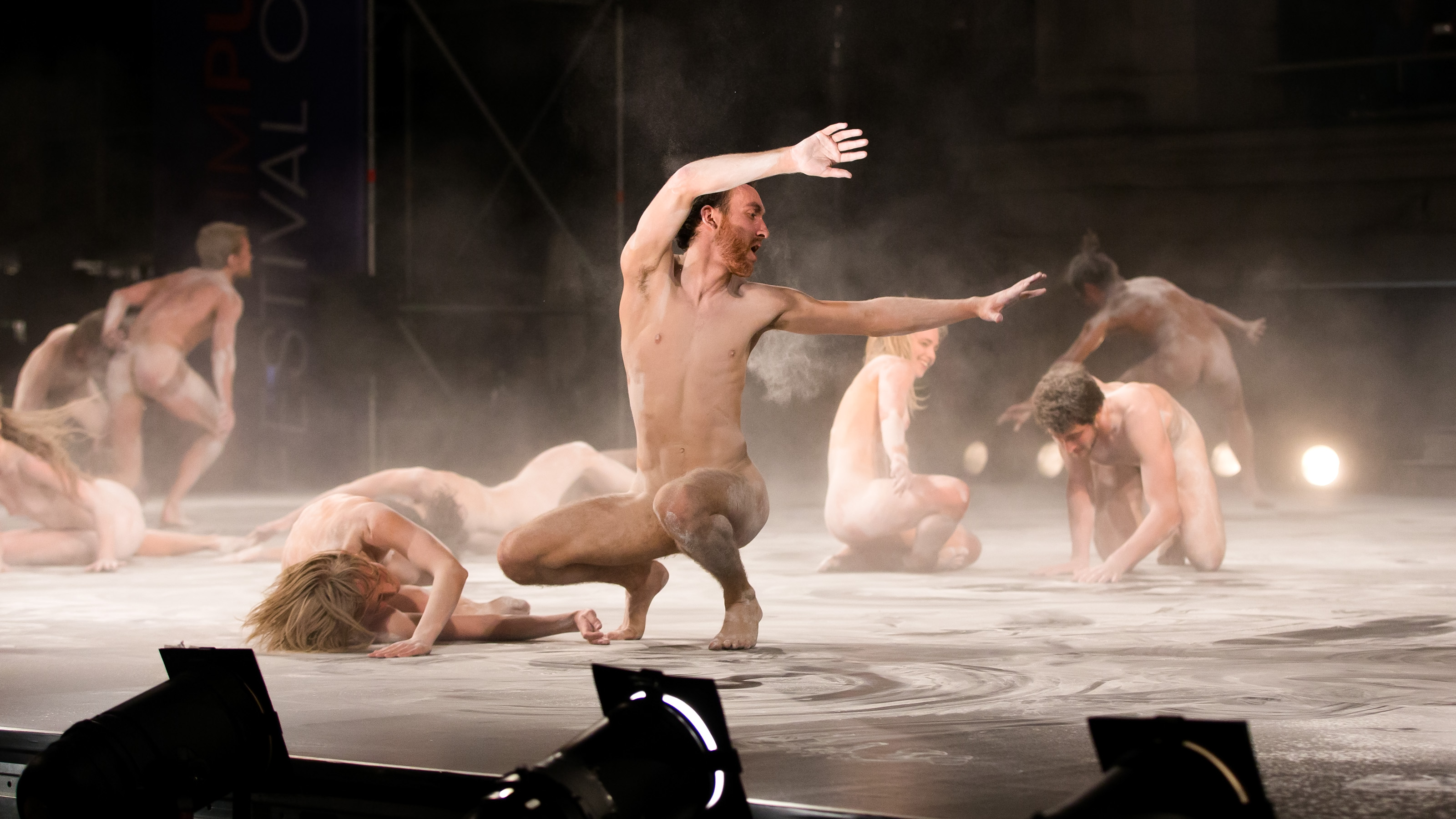
Öppningsnumret för ImPulsTanz Vienna International Dance Festival med Hit The Boom (...'cause it's more than summer!) med Doris Uhlich som koreograf) I Wien 2015.

Doris Uhlich, född 1977 i Attersee am Attersee, Österrike, är en österrikisk koreograf, DJ, performance- och aktionskonstnär. Hon turnerar med olika performance-, dans- och musikföreställningar i Europa, där många har haft fokus på den nakna människokroppens befrielse. 
Hon avlade examen i nutida dans vid konservatoriet i Wien, var medlem av theatercombinat 2002–2009, men har arbetat med egna projekt sedan 2006. Hon har bland annat arbetat med Stockholm Music and Arts festival.

## Verk

### Performance
- 2006: Insert.eins / eskapade
- 2007: 00331452553201
- 2007: Und
- 2007: Impatiens walleriana
- 2008: Spitze
- 2008: Auf den Tisch!
- 2009: Loggia
- 2009: Glanz
- 2009: Johannen
- 2009: Mehr als genug
- 2010: Rising Swan
- 2010: Before Swanrise
- 2011: Uhlich
- 2011: Sneak Preview
- 2012: SIROD (Project with students)
- 2012: Alles Uhlich
- 2012: Come Back
- 2013: More than naked
- 2014: Universal Dancer
- 2014: Universal Dancer
- 2015: Universal Dancer Club Version
- 2016: Boom Bodies
- 2016: Ravemachine
- 2017: Habitat
- 2017: Seismic Session
- 2018: Every Body Electric

### Film
- 2007: sackl du printemps